# سد ثقلي

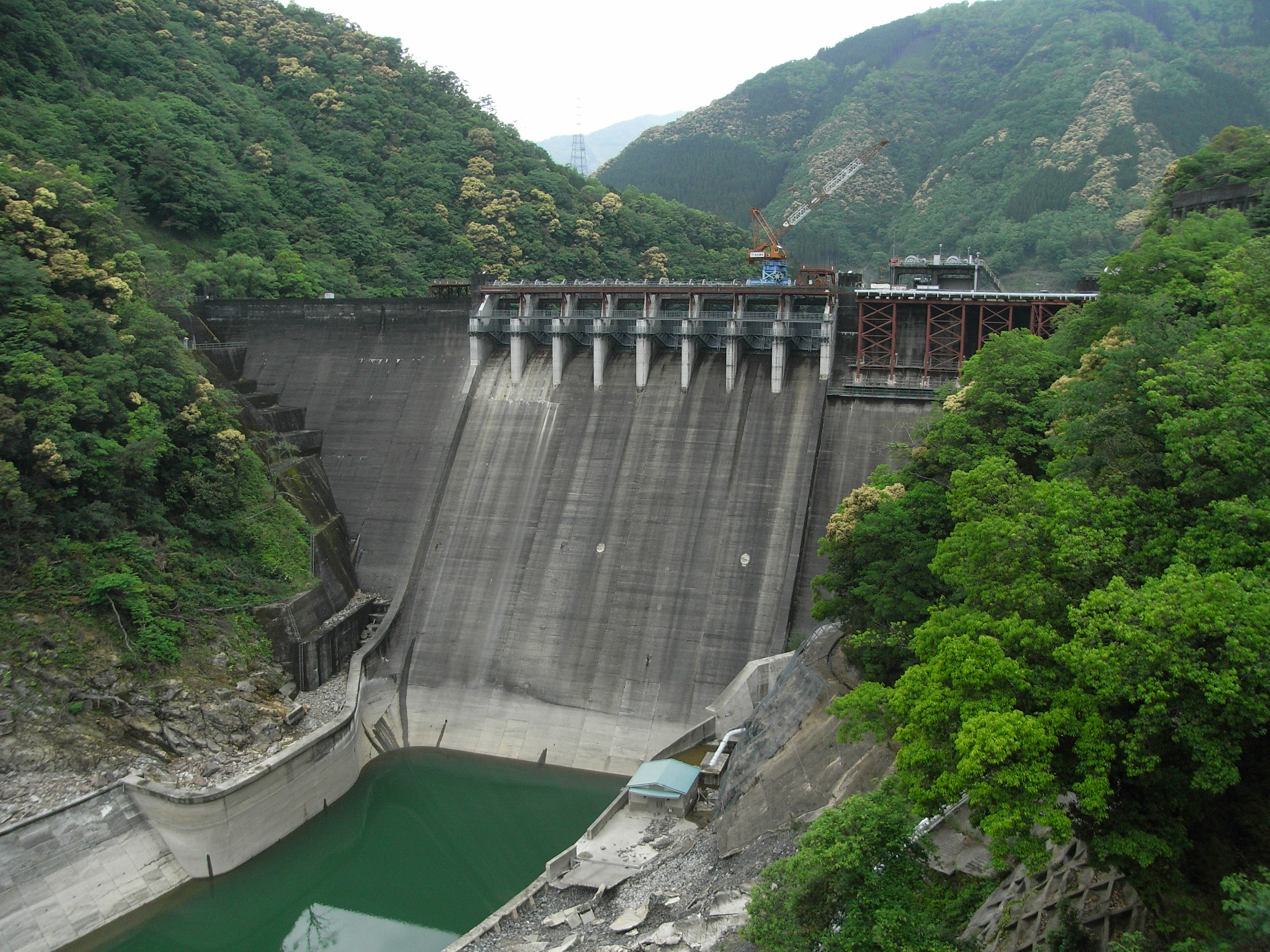
ارى ان السد في الصورة واصح و تنطبق عليه كل اوصاف السد الثقلى و جودة الصوة ممتازة كما يوضح السد و يساعد على الفهم

السد الثقلي (بالإنجليزية: Gravity dam)‏ هو السد الذي تم بناؤه من الخرسانة أو الحجر، وهو مصمم لاحتواء الماء باستخدام وزن المادة ومقاومتها ضد الأساس لمقاومة الضغط الأفقي للمياه التي تدفع ضدها. تم تصميم السدود الثقلية بحيث يكون كل جزء من أجزاء السد مستقرًا ومستقلًا عن أي قسم آخر من أقسام السد.